# قمری زمینی پیشانی‌سفید
قمری زمینی پیشانی‌سفید یا قمری زمینی جزایر کارولین (به انگلیسی: Pampusana kubaryi) یک گونه از پرندگان خانواده کبوتران (Columbidae) و بومی میکرونزی است.
زیستگاه‌های طبیعی آن جنگل‌های جلگه‌ای نمناک نیمه‌گرمسیری یا گرمسیری، جنگل‌های حرا نیمه‌گرمسیری یا گرمسیری، جنگل‌های کوهستانی نمناک نیمه‌گرمسیری یا گرمسیری، بیشه‌های نمناک نیمه‌گرمسیری یا گرمسیری و کلان‌کشت‌ها است. از دست دادن زیستگاه آن را تهدید می‌کند.